# 대전신일여자고등학교
대전신일여자고등학교(大田新一女子高等學校)는 대한민국 대전광역시 중구 부사동에 있는 사립 고등학교이다.

## 학교 연혁
- 1974년 6월 1일 : 학교법인 대전신일학원 설립인가(설립자 백운영)
- 1974년 6월 1일 : 초대 이사장 백두현 선생 취임
- 1978년 11월 8일 : 대전신일여자상업고등학교 설립인가 (학년당 4학급)
- 1978년 11월 8일 : 초대 진성섭 교장 취임
- 1979년 3월 5일 : 개교 및 제1회 입학식
- 1982년 9월 30일 : 별관(특별실) 12교실 준공
- 1987년 9월 26일 : 체육관 완공
- 1997년 3월 1일 : 학칙변경 (대전신일여자정보디자인고등학교로 교명 변경)
- 1999년 11월 24일 : 학칙변경 (대전신일여자고등학교로 교명 변경)
- 2013년 7월 23일 : 학칙변경(1학년 공통과정 7학급, 금융회계과 4학급, 경영정보과 3학급, 디자인과 2학급, 만화예술과 1학급)
- 2018년 7월 6일 : 미디어예술과 신설(2학급)
- 2022년 3월 2일 : 제4대 백창석 이사장 취임
- 2023년 12월 21일 : 제43회 졸업식(전체졸업생 17,194명)
- 2024년 3월 4일 : 학칙변경(1학년 카페베이커리과 2학급, 1학년 경영계열 3학급, 1학년 문화콘텐츠계열 5학급), (카페베이커리과 2학급, 스토어 마케팅과 1학급, 스마트 금융과 2학급, 미디어예술과 2학급, 만화예술과 1학급, 디자인과 2학급)
- 2024년 3월 4일 : 제46회 입학식(신입생 151명)
- 2024년 9월 2일 : 제13대 정구창 교장 취임

## 설치 학과
- 만화예술과
- 디자인과
- 미디어예술과
- 경영계열
- 문화콘텐츠계열
- 카페베이커리과
- 스마트금융과
- 스토어마케팅과

## 참고 자료
- 대전신일여자고등학교 - 한국교육학술정보원 학교알리미